# Patrimoni dell'umanità della Svezia
I patrimoni dell'umanità della Svezia sono i siti dichiarati dall'UNESCO come patrimonio dell'umanità in Svezia, la quale è divenuta parte contraente della Convenzione sul patrimonio dell'umanità il 22 gennaio 1985.
Al 2020 i siti iscritti nella Lista dei patrimoni dell'umanità sono quindici, mentre una sola è la candidatura per una nuova iscrizione. Il primo sito, la Tenuta reale di Drottningholm, fu iscritto nella lista nel 1991, durante la quindicesima sessione del comitato del patrimonio mondiale. Gli altri siti furono aggiunti nel 1993 (due), 1994 (due), 1995, 1996 (due), 1998, 2000 (due), 2001, 2004, 2005 e 2012. Tredici siti sono considerati culturali, secondo i criteri di selezione, uno naturale e uno misto; due sono parte di siti transnazionali.

## Siti del Patrimonio mondiale
| Foto | Sito                                                 | Luogo | Tipo                               | Anno      | Descrizione |
| ---- | ---------------------------------------------------- | --- | ---------------------------------- | --------- | --- |
|      | Tenuta reale di Drottningholm                        | Ekerö | Culturale (559; iv)                | 1991      | La tenuta reale di Drottningholm si trova su un'isola nel lago Mälar in un sobborgo di Stoccolma. Con il suo castello, il teatro perfettamente conservato (costruito nel 1766), il padiglione cinese e i giardini, è il più bell'esempio di residenza reale nordeuropea del XVIII secolo ispirata alla Reggia di Versailles. |
|      | Birka e Hovgården                                    | Ekerö | Culturale (555; iii, iv)           | 1993      | Il sito archeologico di Birka si trova sull'isola di Björkö nel lago Mälar ed è stato occupato nel IX e X secolo. Hovgården si trova sulla vicina isola di Adelsö. Insieme, costituiscono un complesso archeologico che illustra le elaborate reti commerciali dell'Europa dell'era vichinga e la loro influenza sulla successiva storia della Scandinavia. Birka era importante anche come sede della prima congregazione cristiana in Svezia, fondata nell'831 da sant'Ansgar. |
|      | Stabilimento siderurgico di Engelsberg               | Fagersta | Culturale (556; iv)                | 1993      | La produzione svedese di gradi superiori di ferro ne fece un leader in questo campo nei secoli XVII e XVIII. Questo sito è l'esempio meglio conservato e più completo di questo tipo di ferriera svedese. |
|      | Incisioni rupestri a Tanum                           | Tanum | Culturale (557; i, iii, iv)        | 1994      | Le incisioni rupestri a Tanum, nel nord di Bohuslän, sono un risultato artistico unico non solo per i loro motivi ricchi e vari (raffigurazioni di esseri umani e animali, armi, barche e altri soggetti) ma anche per la loro unità culturale e cronologica. Rivelano la vita e le credenze delle persone in Europa durante l'età del bronzo e sono notevoli per il loro numero elevato e la qualità eccezionale. |
|      | Skogskyrkogården                                     | Stoccolma | Culturale (558; ii, iv)            | 1994      | Questo cimitero di Stoccolma è stato creato tra il 1917 e il 1920 da due giovani architetti, Asplund e Lewerentz, sul sito di ex-cave di ghiaia ricoperte di pini. Il design fonde vegetazione ed elementi architettonici, sfruttando le irregolarità del sito per creare un paesaggio finemente adattato alla sua funzione. Ha avuto una profonda influenza in molti paesi del mondo. |
|      | Città anseatica di Visby                             | Visby | Culturale (731; iv, v)             | 1995      | Un tempo sito vichingo sull'isola di Gotland, Visby è stato il centro principale della Lega Anseatica nel Mar Baltico dal XII al XIV secolo. I suoi bastioni del XIII secolo e più di 200 magazzini e ricche dimore di mercanti dello stesso periodo ne fanno la città commerciale fortificata meglio conservata nel nord Europa. |
|      | Villaggio parrocchiale di Gammelstad, Luleå          | Luleå | Culturale (762; ii, iv, v)         | 1996      | Gammelstad, all'estremità del Golfo di Botnia, è l'esempio meglio conservato di "villaggio parrocchiale", un tipo unico di villaggio che si trovava in passato in tutta la Scandinavia settentrionale. Le 424 case di legno, rannicchiate intorno alla chiesa in pietra dell'inizio del XV secolo, erano utilizzate solo la domenica e nelle feste religiose per i fedeli della campagna circostante che non potevano tornare a casa lo stesso giorno a causa della distanza e delle difficili condizioni di viaggio. |
|      | Area lappone                                         | Arjeplog, Gällivare, Jokkmokk | Misto (774; iii, v, vii, viii, ix) | 1996      | La regione del Circolo polare artico nel nord della Svezia è la patria del popolo Saami. È l'area più grande del mondo (e una delle ultime) con uno stile di vita ancestrale basato sul movimento stagionale del bestiame. Ogni estate, i Saami conducono le loro enormi mandrie di renne verso le montagne attraverso un paesaggio naturale fino ad allora preservato, ma ora minacciato dall'avvento dei veicoli a motore. I processi geologici e storici in corso possono essere visti nelle morene glaciali e nei corsi d'acqua mutevoli. |
|      | Porto navale di Karlskrona                           | Karlskrona | Culturale (871; ii, iv)            | 1998      | Karlskrona è un eccezionale esempio di città portuale pianificata della fine del XVII secolo. La pianta originaria e molti degli edifici sono sopravvissuti intatti, insieme ad installazioni che ne illustrano il successivo sviluppo fino ai giorni nostri. |
|      | Paesaggio agricolo dell'Öland meridionale            | Mörbylånga | Culturale (968; iv, v)             | 2000      | La parte meridionale dell'isola di Öland nel Mar Baltico è dominata da un vasto altopiano calcareo. Gli esseri umani vivono qui da circa cinquemila anni e hanno adattato il loro modo di vivere ai vincoli fisici dell'isola. Di conseguenza, il paesaggio è unico, con abbondanti testimonianze di continui insediamenti umani dalla preistoria ai giorni nostri. |
|      | Alta costa / Arcipelago del Kvarken                  | Härnösand, Kramfors, Örnsköldsvik (condiviso con Finlandia)                                                                                    | Naturale (898; viii)               | 2000-2006 | L'arcipelago del Kvarken (in Finlandia) e l'Alta costa (in Svezia) si trovano nel Golfo di Botnia. L'Alta Costa è stata in gran parte modellata dai processi combinati di glaciazione, ritiro glaciale e l'emergere di nuove terre dal mare. Dall'ultimo ritiro del ghiaccio dall'Alta Costa 9.600 anni fa, il sollevamento è stato dell'ordine di 285 m, il "rimbalzo" più alto conosciuto. Il sito offre eccezionali opportunità per la comprensione degli importanti processi che hanno formato le aree glaciali e di sollevamento terrestre della superficie terrestre. |
|      | Area mineraria della grande montagna di rame a Falun | Falun | Culturale (1027; ii, iii, v)       | 2001      | L'enorme scavo minerario noto come Grande Fossa a Falun è l'elemento più sorprendente di un paesaggio che illustra l'attività della produzione di rame in questa regione almeno dal XIII secolo. La città pianificata del XVII secolo di Falun con i suoi numerosi edifici storici, insieme ai resti industriali e domestici di un certo numero di insediamenti sparsi su un'ampia area della regione di Dalarna, forniscono un'immagine vivida di quello che è stato per secoli una dei aree minerarie più importanti. |
|      | Stazione radio di Grimeton, Varberg                  | Varberg | Culturale (1134; ii, iv)           | 2004      | La stazione radio Varberg a Grimeton, nella Svezia meridionale (costruita nel 1922–24) è un monumento eccezionalmente ben conservato alle prime comunicazioni transatlantiche senza fili. Consiste dell'apparecchiatura di trasmissione, compreso il sistema aereo di sei torri d'acciaio alte 127 m. Sebbene non sia più in uso regolare, l'apparecchiatura è stata mantenuta in condizioni operative. Il sito di 109,9 ettari comprende edifici che ospitano il trasmettitore Alexanderson originale, comprese le torri con le loro antenne, i trasmettitori a onde corte con le loro antenne e un'area residenziale con alloggi per il personale. L'architetto Carl Åkerblad progettò gli edifici principali in stile neoclassico e l'ingegnere strutturale Henrik Kreüger fu responsabile delle torri dell'antenna, le strutture più alte costruite in Svezia a quel tempo. Il sito è un eccezionale esempio dello sviluppo delle telecomunicazioni ed è l'unico esempio sopravvissuto di una grande stazione di trasmissione basata su tecnologia pre-elettronica. |
|      | Arco geodetico di Struve                             | Haparanda, Kiruna, Övertorneå, Pajala (condiviso con Bielorussia, Estonia, Finlandia, Lettonia, Lituania, Moldavia, Norvegia, Russia, Ucraina) | Culturale (1187; ii, iv, vi)       | 2005      | L'arco geodetico di Struve è una catena di triangolazioni geodetiche che vanno da Hammerfest in Norvegia al Mar Nero, attraversando 10 nazioni e per una lunghezza complessiva di circa 2.820 chilometri. Questa catena venne ideata e utilizzata dallo scienziato baltico-tedesco Friedrich Georg Wilhelm von Struve negli anni compresi fra il 1816 e il 1855 per determinare le esatte forme e dimensioni della Terra. All'epoca l'arco attraversava solamente due nazioni: la Svezia-Norvegia e l'Impero russo. L'arco originale consisteva in 258 triangoli principali con 265 punti della stazione principale. Il sito elencato comprende 34 dei punti della stazione originale, mediante segnali di diversi tipi: buchi scavati nelle rocce, croci di ferro, "ometti" di pietre, obelischi. In Svezia sono presenti quattro punti di segnalazione: Pajtas-vaara (monte Tynnyrilaki) a Kiruna, Kerrojupukka (monte Jupukka) a Pajala, Pullinki a Övertorneå, Perra-vaara (Perävaara) a Haparanda.                                                                 |
|      | Fattorie decorate di Hälsingland                     | Bollnäs, Ljusdal, Ovanåker, Söderhamn | Culturale (1282; v)                | 2012      | Sette case in legno sono elencate in questo sito situato nell'est della Svezia, che rappresentano l'apice di una tradizione regionale di costruzioni in legno che risale al Medioevo. Riflettono la prosperità dei contadini indipendenti che nel XIX secolo usarono la loro ricchezza per costruire nuove dimore importanti con case accessorie riccamente decorate o stanze riservate alle feste. I dipinti rappresentano una fusione di arte popolare con gli stili prediletti dalla nobiltà terriera dell'epoca, tra cui barocco e rococò. Decorate da pittori, tra cui artisti itineranti noti e sconosciuti, le proprietà elencate rappresentano la fioritura finale di una lunga tradizione culturale. |

## Siti candidati
| Foto | Sito                                | Luogo            | Tipo                 | Anno       | Descrizione |
| ---- | ----------------------------------- | ---------------- | -------------------- | ---------- | --- |
|      | L'ascesa della biologia sistematica | Älmhult, Uppsala | Culturale (5491; vi) | 02/12/2009 | L'ascesa della biologia sistematica è una candidatura seriale provvisoria di tredici siti in otto paesi, suggerita dalla Svezia, che rappresenta il fondamento della scienza della biologia sistematica. I siti insieme formano l'arena in cui la scienza si è sviluppata fortemente grazie allo scienziato svedese Carl Linnaeus (1707-1778) e alla sua rete scientifica internazionale. I siti svedesi sono sei: uno ad Älmhult e cinque a Uppsala. L'autenticità dei siti è in larga misura presente nelle popolazioni di organismi rimaste dopo essere state utilizzate per sviluppare la scienza. |